# Jirō Tsuji
Jirō Tsuji (jap. 辻 二郎, Tsuji Jirō; * 11. Mai 1927 in Shiga; † 1. April 2022) war ein japanischer Chemiker.

## Leben
Tsuji erwarb 1951 einen Bachelor of Science an der Universität Kyōto und arbeitete dann einige Jahre in einem pharmazeutischen Unternehmen. Als Fulbright Fellow ging er zum Promotionsstudium in die Vereinigten Staaten. 1960 erhielt er einen Ph.D. an der Columbia University. In seiner von Gilbert Stork betreuten Doktorarbeit widmete er sich der Naturstoffsynthese, unter anderem der Totalsynthese von Vitamin D. Nach seiner Rückkehr nach Japan war er ab 1962 bei Toray Industries Inc. in der Grundlagenforschung tätig. 1974 bis 1988 war er Professor am Tokyo Institute of Technology, 1988 bis 1996 an der Okayama University of Science und ab 1996 an der Kurashiki University of Science and the Arts. 1999 wurde er emeritiert.
Tsuji arbeitet auf dem Gebiet der metallorganischen Chemie und der homogenen Katalyse. Er entwickelt neue Synthesereaktionen, die durch Komplexe von Übergangsmetallen katalysiert werden, insbesondere Palladiumkomplexe. Diese Reaktionen wendet er bei der Totalsynthese von Naturstoffen an. Die Tsuji-Trost-Reaktion, eine Palladium-katalysierte Alkylierung von Allylverbindungen, ist nach ihm und Barry Trost benannt.
Er heiratete 1952 und hat drei Kinder.

## Auszeichnungen
- 1981 Chemical Society of Japan Award
- 1994 Medaille am Violetten Band (Japan)
- 1998 Special Award in Synthetic Organic Chemistry
- 2004 Japan Academy Prize
- 2014 Tetrahedron-Preis

Er ist Mitglied der Chemical Society of Japan und der American Chemical Society.

## Werke
- Jiro Tsuji: Studies Toward the Total Synthesis of Vitamin D. Synthetic Studies Related to the aconite-arrya Alkaloids. Thesis, Columbia University, 1961
- Jiro Tsuji: Organic Synthesis by Means of Transition Metal Complexes. A Systematic Approach (= Reactivity and Structure, Band 1). Springer-Verlag, Berlin, Heidelberg und New York 1975, ISBN 3-540-07227-6, ISBN 0-387-07227-6
- Jiro Tsuji: Organic Synthesis with Palladium Compounds (= Reactivity and Structure, Band 10). Springer-Verlag, Berlin, Heidelberg und New York 1980, ISBN 3-540-09767-8, ISBN 0-387-09767-8, doi:10.1007/978-3-642-67475-4
- Jiro Tsuji: Palladium Reagents and Catalysts. Innovations in Organic Synthesis. Wiley & Sons, Chichester [u. a.] 1995, ISBN 0-471-95483-7
- Jiro Tsuji: Transition Metal Reagents and Catalysts. Innovations in Organic Synthesis. Wiley & Sons, Chichester [u. a.] 2000, ISBN 0-471-63498-0, doi:10.1002/0470854766
- Jiro Tsuji: Palladium Reagents and Catalysts. New Perspectives for the 21st Century. Wiley & Sons, Chichester [u. a.] 2004, ISBN 0-470-85032-9, ISBN 0-470-85033-7, doi:10.1002/0470021209 (2. Auflage von Palladium Reagents and Catalysts. Innovations in Organic Synthesis. 1995)
- Jiro Tsuji (Hrsg.): Perspectives in Organopalladium Chemistry for the XXI Century. Elsevier, Amsterdam und New York 1999, ISBN 0-444-50197-5
- Jiro Tsuji (Hrsg.): Palladium in Organic Synthesis (= Topics in Organometallic Chemistry, Band 14). Springer, Berlin, Heidelberg und New York 2005, ISBN 3-540-23982-0, doi:10.1007/b84215